# Tisífon
Tisífon (en llatí Tisiphonus, en grec antic Τισίφονος) era el germà gran de Teba, l'esposa d'Alexandre de Feres. Ell, la seva germana, i dos germans més, Licofró i Pitolau van prendre part en l'assassinat d'Alexandre.
A la mort d'Alexandre, segons diu l'escriptor Conó, Teba era la que en realitat governava l'estat però Tisífon en tenia l'autoritat nominal. Xenofont només l'esmenta com a successor d'Alexandre i Diodor de Sicília diu que va tenir la tirania juntament amb el seu germà Licofró i que es van mantenir en el poder amb ajut d'una força mercenària.
No se sap quant de temps va regnar però es creu que havia mort el 352 aC, quan Filip II de Macedònia va avançar cap a Tessàlia en suport dels aleuades i contra Licofró.